# Benedikt Sagstetter
Benedikt Sagstetter (* 30. Dezember 2000 in Landshut) ist ein deutscher Volleyball- und Beachvolleyballspieler.

## Karriere Halle
Sagstetter kam durch seine Eltern zum Volleyball. Er begann seine Karriere 2006 in seinem Heimatort Landshut und wechselte 2014 zum ASV Dachau. Unter Trainer Sepp Wolf spielte er in Jugendmannschaften und später in der 3. Liga Süd. Mit einem Zweitspielrecht hatte der Zuspieler bereits 2018/19 seine ersten Einsätze beim Bundesligisten TSV Herrsching. 2019 gehörte Sagstetter fest zum Kader der Herrschinger. 2020 wechselte er zum Ligakonkurrenten TSV Unterhaching, wo er zusammen mit seinem älteren Bruder Jonas Sagstetter spielte. Nach der Saison 2021/22 fokussierte er sich ausschließlich auf Beachvolleyball. 

## Karriere Beach
Benedikt Sagstetter spielt mit seinem älteren Bruder Jonas auch Beachvolleyball. Die Brüder hatten ihre ersten gemeinsamen Auftritte 2013 beim U17-Bundespokal in Damp. In den folgenden Jahren nahmen sie in unterschiedlichen Altersklassen an Landesmeisterschaften und deutschen Meisterschaften teil. Sie wurden 2015 bayerische Meister der U17 und U18 sowie 2016 bei der U18 und U19. 2017 wurden sie in Kiel deutsche Meister der U19 und 2018 in Berlin deutsche Meister der U20. Außerdem wurde Benedikt Sagstetter mit Rudy Schneider 2017 in Haltern am See deutscher U18-Meister und 2018 in Kiel deutscher U19-Meister. 2019 spielten die Brüder in Dresden auch auf der Techniker Beach Tour. Anschließend wurde Benedikt Sagstetter mit Rudy Schneider Vize-Europameister beim U20-Turnier in Göteborg. Auf der Techniker Beach Tour war danach Moritz Klein sein Partner. Nach dem Aus in der Gruppenphase des ersten Turniers der Comdirect Beach Tour 2020 qualifizierten sich die Brüder Anfang August beim zweiten Turnier für die Deutsche Meisterschaft im September, bei der sie Platz neun belegten.
Im Jahr 2021 spielten die Sagstetter-Brüder alle Turniere der Qualifier für Timmendorf, wobei zwei fünfte Plätze das beste Ergebnis waren. Bei den deutschen Meisterschaften am Timmendorfer Strand erzielten sie mit dem vierten Platz ihr bisher bestes Karriereergebnis.
Auf der German Beach Tour 2022 landeten die Brüder auf den Plätzen eins, drei, drei, drei und eins. Bei den deutschen Meisterschaften konnten die beiden mit dem zweiten Platz ihr Vorjahresergebnis sogar noch toppen. Außerdem erreichte Benedikt Sagstetter mit Philipp Huster den zweiten Platz beim Future-Event im belgischen Leuven.
Die German Beach Tour 2023 verlief für die Sagstetter-Brüder nominell etwas weniger erfolgreich, aber sie standen viermal im Halbfinale und holten zwei zweite und zwei dritte Plätze. Die deutschen Meisterschaften endeten mit einem fünften Platz. Parallel schlugen Sagstetter/Sagstetter auch vereinzelt auf der FIVB-World-Tour auf, ein dritter Platz beim Future im österreichischen Baden markierte das beste internationale Ergebnis.
Beim ersten Turnier der German Beach Tour 2024 verletzte sich Benedikt Sagstetter im ersten Spiel. Die Sagstetter-Brüder erreichten den zweiten Platz beim Future-Event im griechischen Ios. Die deutsche Meisterschaft endete für sie auf dem neunten Platz. Auf der World Pro Tour 2024 erreichten sie bei den drei letzten Challenge-Turnieren in Asien die Plätze neunzehn, sieben und fünf.